# Moissac de Ledós
Moissat és un municipi francès situat al departament del Puèi Domat i a la regió d'Alvèrnia-Roine-Alps. L'any 2007 tenia 974 habitants.

## Demografia

### Població
El 2007 la població de fet de Moissat era de 974 persones. Hi havia 374 famílies de les quals 86 eren unipersonals (39 homes vivint sols i 47 dones vivint soles), 117 parelles sense fills, 152 parelles amb fills i 19 famílies monoparentals amb fills.
La població ha evolucionat segons el següent gràfic:
Habitants censats

### Habitatges
El 2007 hi havia 443 habitatges, 378 eren l'habitatge principal de la família, 22 eren segones residències i 42 estaven desocupats. 436 eren cases i 6 eren apartaments. Dels 378 habitatges principals, 323 estaven ocupats pels seus propietaris, 52 estaven llogats i ocupats pels llogaters i 4 estaven cedits a títol gratuït; 2 tenien una cambra, 14 en tenien dues, 51 en tenien tres, 111 en tenien quatre i 201 en tenien cinc o més. 286 habitatges disposaven pel capbaix d'una plaça de pàrquing. A 121 habitatges hi havia un automòbil i a 231 n'hi havia dos o més.

### Piràmide de població
La piràmide de població per edats i sexe el 2009 era:
| Homes | Edats   | Dones |
| ----- | ------- | ----- |
| 0     | 95 o +  | 0     |
| 0     | 90 a 94 | 4     |
| 8     | 85 a 89 | 12    |
| 0     | 80 a 84 | 4     |
| 24    | 75 a 79 | 24    |
| 8     | 70 a 74 | 24    |
| 20    | 65 a 69 | 20    |
| 16    | 60 a 64 | 16    |
| 16    | 55 a 59 | 16    |
| 28    | 50 a 54 | 24    |
| 28    | 45 a 49 | 16    |
| 20    | 40 a 44 | 16    |
| 52    | 35 a 39 | 44    |
| 32    | 30 a 34 | 28    |
| 12    | 25 a 29 | 24    |
| 12    | 20 a 24 | 16    |
| 32    | 15 a 19 | 8     |
| 40    | 10 a 14 | 36    |
| 16    | 5 a 9   | 32    |
| 12    | 0 a 4   | 20    |

## Economia
El 2007 la població en edat de treballar era de 628 persones, 473 eren actives i 155 eren inactives. De les 473 persones actives 453 estaven ocupades (242 homes i 211 dones) i 20 estaven aturades (7 homes i 13 dones). De les 155 persones inactives 67 estaven jubilades, 57 estaven estudiant i 31 estaven classificades com a «altres inactius».

### Ingressos
El 2009 a Moissat hi havia 404 unitats fiscals que integraven 1.040 persones, la mediana anual d'ingressos fiscals per persona era de 18.913 €.

### Activitats econòmiques
Dels 32 establiments que hi havia el 2007, 3 eren d'empreses alimentàries, 2 d'empreses de fabricació d'altres productes industrials, 9 d'empreses de construcció, 6 d'empreses de comerç i reparació d'automòbils, 5 d'empreses de transport, 2 d'empreses d'hostatgeria i restauració, 2 d'empreses de serveis, 1 d'una entitat de l'administració pública i 2 d'empreses classificades com a «altres activitats de serveis».
Dels 9 establiments de servei als particulars que hi havia el 2009, 1 era un taller de reparació d'automòbils i de material agrícola, 3 paletes, 1 fusteria, 2 electricistes, 1 empresa de construcció i 1 restaurant.
Els 3 establiments comercials que hi havia el 2009 eren fleques.
L'any 2000 a Moissat hi havia 30 explotacions agrícoles que ocupaven un total de 594 hectàrees.

## Equipaments sanitaris i escolars
El 2009 hi havia una escola elemental.

## Poblacions més properes
El següent diagrama mostra les poblacions més properes.